# La Nationale
Die Société La Nationale war ein französischer Hersteller von Automobilen.

## Unternehmensgeschichte
Das Unternehmen aus Paris begann 1899 mit der Produktion von Automobilen. Im gleichen Jahr endete die Produktion bereits wieder.

## Fahrzeuge
Das einzige Modell war mit einem V2-Motor mit 4 PS Leistung ausgestattet. Der Motor war vorne im Fahrzeug montiert und trieb über Riemen die Hinterachse an. Der Motor konnte sowohl mit Benzin als auch mit Petroleum betrieben werden.